# Aricidea simplex
Aricidea simplex är en ringmaskart som beskrevs av Francis Day 1963. Aricidea simplex ingår i släktet Aricidea och familjen Paraonidae.
Artens utbredningsområde är havet kring Nya Zeeland. Inga underarter finns listade i Catalogue of Life.